# 上り山
上り山（あがりやま）とは、京都府京丹後市網野町木津上野にある砂丘。現在は砂の一部を除去して京丹後市立橘小学校（1972年開校）・京丹後市立橘中学校（2015年廃校）・老人ホーム丹後園（1982年開設）などが建っている。近くには木津温泉がある。

## 歴史
弘化4年（1847）1月11日（グレゴリオ暦1847年2月25日）の夜、突然隆起して一晩の内に出来た。大規模な地震が伴わずに、隆起したのが特徴。当時の比高は約18mであった。
庄屋はただちに飛脚をたてて宮津藩の役所へ通報した。宮津藩ではその原因を究明しようとしたがわからず、「木津には温泉が出るのだから、硫黄の気が一時にふき出し土地を持ち上げたであろう」との評決であった。
この事件が京の都へも伝わり、瓦版の記事になった。現在瓦版は京丹後市立郷土資料館に収蔵されている。
1927年（昭和2年）の北丹後地震によって比高約10メートルが陥没し、その余波で東南側一帯の水田が隆起したという。さらにその頂上が削られて、京丹後市立橘小学校、京丹後市立橘中学校に続いて老人ホーム丹後園も出来た。付近を掘ったら温泉が湧き出たため老人ホーム丹後園はじめ付近の民家に配湯した。